# Lê Quốc Trung (tướng công an)
Lê Quốc Trung  là Thiếu tướng Công an nhân dân Việt Nam. Ông hiện giữ chức vụ Phó Cục trưởng Cục Khoa học chiến lược và lịch sử, Bộ Công an Việt Nam.

## Tiểu sử
Lê Quốc Trung có học vị tiến sĩ.
Lê Quốc Trung là đảng viên Đảng Cộng sản Việt Nam.
Tháng 3 năm 2015, Lê Quốc Trung là Đại tá công an, Viện trưởng Viện Kỹ thuật hóa sinh và tài liệu nghiệp vụ.
Từ tháng 11 năm 2016 đến tháng 4 năm 2017, Lê Quốc Trung là Thiếu tướng, Tiến sĩ, Cục trưởng Cục Quản lý Khoa học và Công nghệ môi trường (H46) thuộc Tổng cục Hậu cần - Kỹ thuật, Bộ Công an Việt Nam.
Từ năm 2018 đến nay, Lê Quốc Trung là Thiếu tướng, Phó Cục trưởng Cục Khoa học chiến lược và lịch sử, Bộ Công an Việt Nam.

## Lịch sử thụ phong quân hàm
- Đại tá
- Thiếu tướng (2016)